# Джош Хартнет
Джош Дениъл Хартнет (на английски: Joshua Daniel Hartnett) е американски актьор и продуцент, номиниран за награда „Сатурн“. Придобива известност с първата си роля в киното във филма „Хелоуин: 20 години по-късно“ (1998), където партнира на Джейми Лий Къртис и оттогава участва в редица популярни филми като „Блек Хоук“, „Тук на Земята“ (Here on Earth 2000) и „Пърл Харбър“ (Pearl Harbor 2001), последвани от „40 дни и 40 нощи“ (40 Days and 40 Nights 2002), „Щастливият номер Слевън“ (Lucky Number Slevin 2006, игра на думи с номер седем), „Град на греха“ и „Черната Далия“ (The Black Dahlia 2006), сниман основно в България (Перник).

## Кратка биография
Джош Хартнет е роден на 21 юли 1978 г. Сейнт Пол, Минесота, той е първото от четири деца. Има спокойно и щастливо детство, играе много спортове, докато травма при игра на футбол (американски футбол) прекратява спортната му кариера. Малко след като завършва средно образование, се премества да живее в Лос Анжелес.

## Филмография
- „Викторианска готика“ (сериал, 2014– )
- „30-дневна нощ“ – 2007
- „Късметът на Слевин“ – 2006
- „Черната Далия“ – 2006
- „Град на греха“ – 2005
- „Срещи в парка“ – 2004
- „Холивудски ченгета“ – 2003
- „40 дни и 40 нощи“ – 2002
- „Блек Хоук“ – 2001
- „Пърл Харбър“ – 2001
- „Фризьори“ – 2001
- „Тук на Земята“ – 2000
- „Обречени да умрат“ – 1999
- „Факултетът“ – 1998
- „Хелоуин: 20 години по-късно“ – 1998